# Dommarie-Eulmont
Dommarie-Eulmont est une commune française située dans le département de Meurthe-et-Moselle en région Grand Est.

## Géographie
|              | Thorey-Lyautey   |                     |
| Vandeléville | Dommarie-Eulmont | Vaudémont           |
| Fécocourt    | Pulney           | They-sous-Vaudemont |

### Hydrographie
La commune est dans le bassin versant du Rhin au sein du bassin Rhin-Meuse. Elle est drainée par le Brenon et le ruisseau le Maillot,.
Le Brénon, d'une longueur de 26 km, prend sa source dans la commune de Grimonviller et se jette  dans le Madon à Pulligny, après avoir traversé douze communes. 

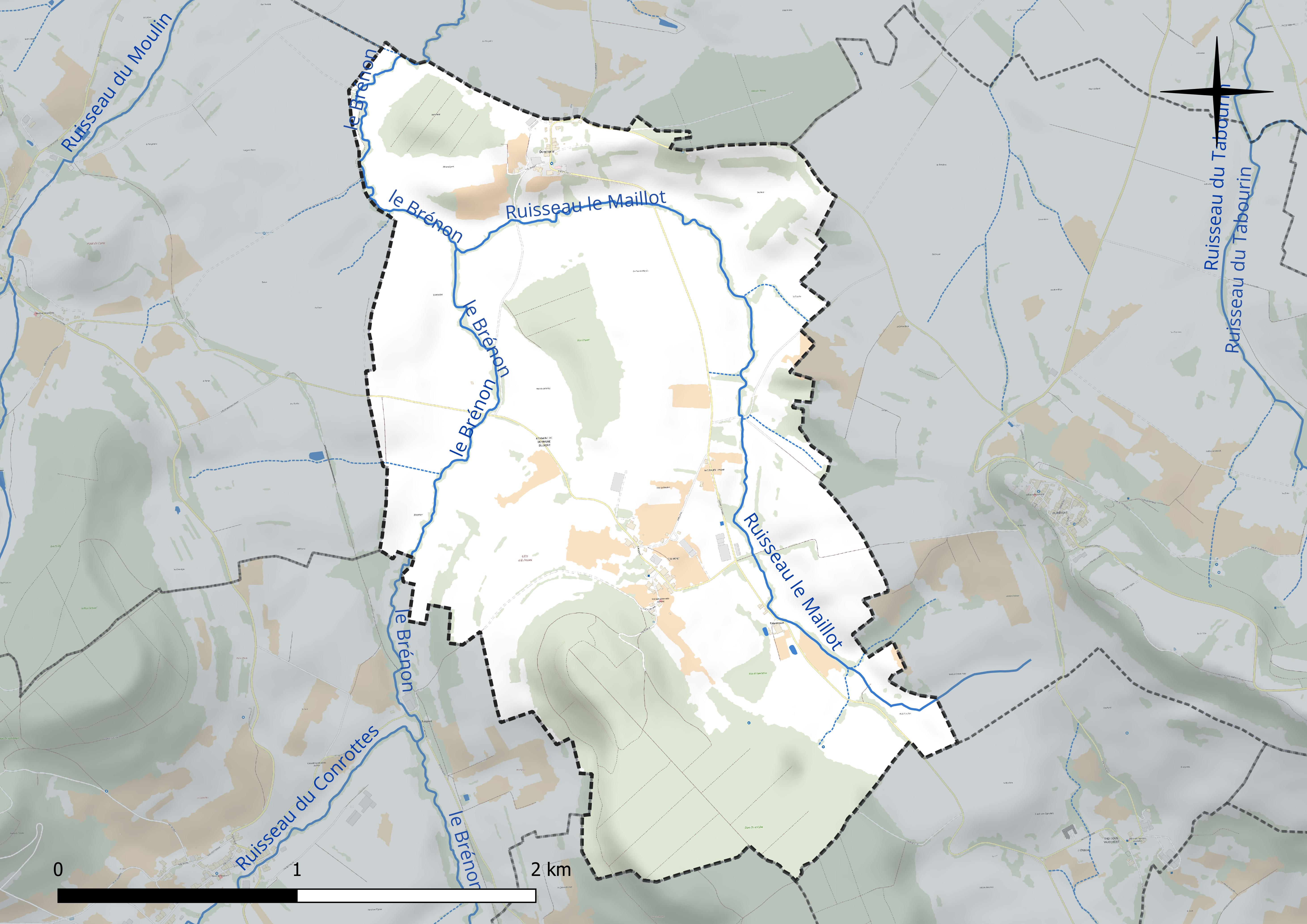
Réseau hydrographique de Dommarie-Eulmont.

### Climat
Pour des articles plus généraux, voir Climat du Grand Est et Climat de Meurthe-et-Moselle.
En 2010, le climat de la commune est de type climat des marges montargnardes, selon une étude du Centre national de la recherche scientifique s'appuyant sur une série de données couvrant la période 1971-2000. En 2020, Météo-France publie une typologie des climats de la France métropolitaine dans laquelle la commune est dans une zone de transition entre le climat océanique altéré et le climat océanique altéré et est dans la région climatique  Lorraine, plateau de Langres, Morvan, caractérisée par un hiver rude (1,5 °C), des vents modérés et des brouillards fréquents en automne et hiver. 
Pour la période 1971-2000, la température annuelle moyenne est de 9,5 °C, avec une amplitude thermique annuelle de 16,9 °C. Le cumul annuel moyen de précipitations est de 947 mm, avec 12,7 jours de précipitations en janvier et 9,8 jours en juillet. Pour la période 1991-2020, la température moyenne annuelle observée sur la station météorologique de Météo-France la plus proche, « Mirecourt-inra », sur la commune de Mirecourt à 15 km à vol d'oiseau, est de 10,4 °C et le cumul annuel moyen de précipitations est de 824,3 mm. 
La température maximale relevée sur cette station est de 39,5 °C, atteinte le 25 juillet 2019 ; la température minimale est de −19,5 °C, atteinte le 20 décembre 2009,,. 
Les paramètres climatiques de la commune ont été estimés pour le milieu du siècle (2041-2070) selon différents scénarios d'émission de gaz à effet de serre à partir des nouvelles projections climatiques de référence DRIAS-2020. Ils sont consultables sur un site dédié publié par Météo-France en novembre 2022.

## Urbanisme

### Typologie
Au 1er janvier 2024, Dommarie-Eulmont est catégorisée commune rurale à habitat très dispersé, selon la nouvelle grille communale de densité à sept niveaux définie par l'Insee en 2022.
Elle est située hors unité urbaine. Par ailleurs la commune fait partie de l'aire d'attraction de Nancy, dont elle est une commune de la couronne,. Cette aire, qui regroupe 353 communes, est catégorisée dans les aires de 200 000 à moins de 700 000 habitants,.

### Occupation des sols
L'occupation des sols de la commune, telle qu'elle ressort de la base de données européenne d’occupation biophysique des sols Corine Land Cover (CLC), est marquée par l'importance des territoires agricoles (76,1 % en 2018), une proportion identique à celle de 1990 (76,1 %). La répartition détaillée en 2018 est la suivante : prairies (60,4 %), forêts (19,5 %), terres arables (15,8 %), milieux à végétation arbustive et/ou herbacée (4,4 %). L'évolution de l’occupation des sols de la commune et de ses infrastructures peut être observée sur les différentes représentations cartographiques du territoire : la carte de Cassini (XVIIIe siècle), la carte d'état-major (1820-1866) et les cartes ou photos aériennes de l'IGN pour la période actuelle (1950 à aujourd'hui).

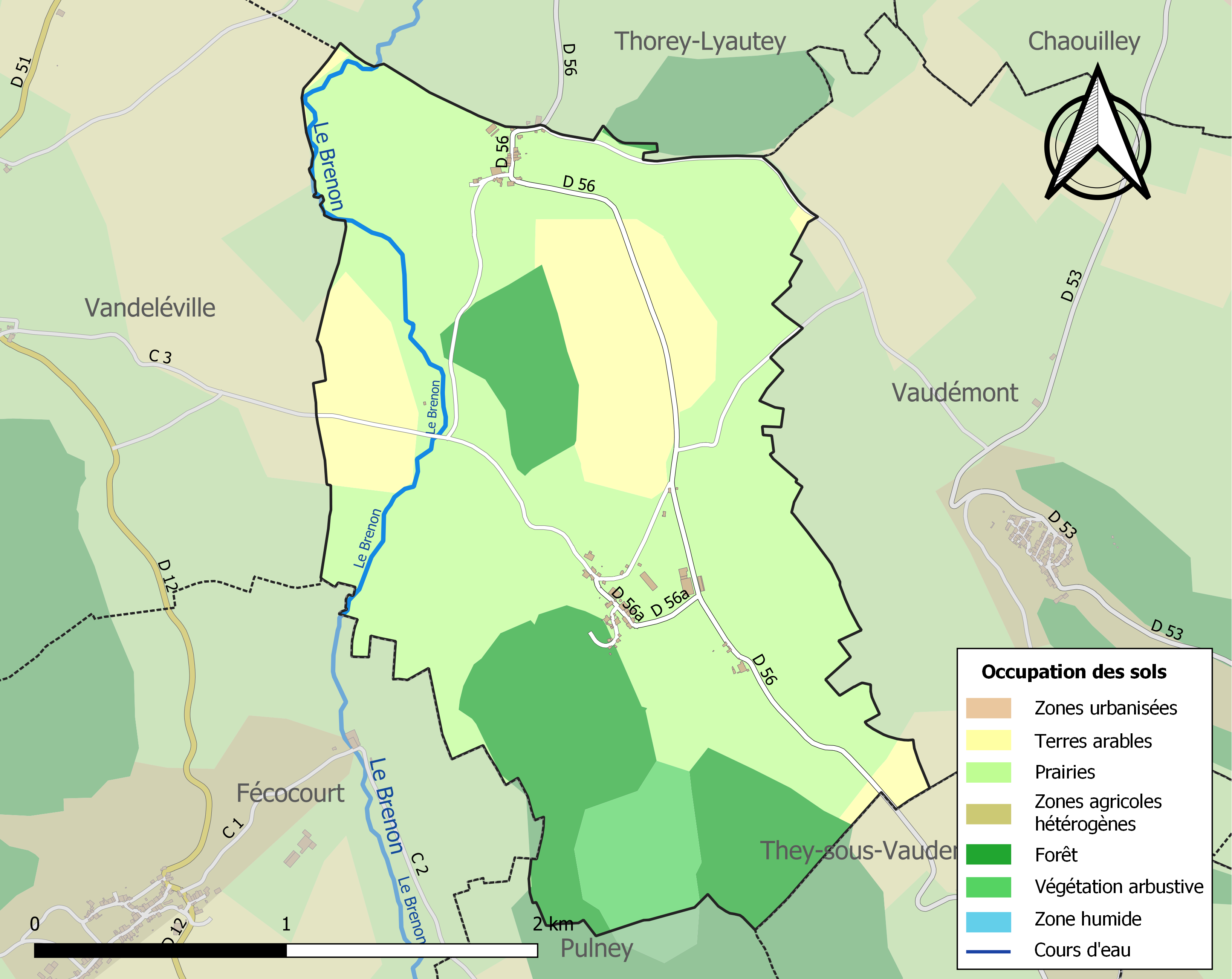
Carte des infrastructures et de l'occupation des sols de la commune en 2018 (CLC).

## Toponymie
Dommarie est attesté sous les formes Ecclesia de Donamaria (965) ; Domnamaria (968) ; Domna Maria (1137) ; Damarie et Damemarie-Eumont (1408) ; Dompmarie (1444) ; Dompmairie (1451) ; Domarye (1500) ; Dommarie-sur-Brénon.

Dommarie est un hagiotoponyme caché, du bas latin domna et Maria « sainte Marie ».
Eulmont, ancien hameau (avec un fief) de Dommarie, est attesté sous les formes La ville d’Eumont (1397) ; Euctmont (1492) ; Heulmont (1550) ; Eumont-près-Vaudémont et Eumont-sous-Vaudémont (1779).

Jusque vers la fin du XXe siècle, le nom du village se prononçait « Eumont »,.  D'ailleurs, Dom Calmet dans son histoire du Prieuré de Lay, l'écrit Eumont.

## Histoire
- Présences gallo-romaine et mérovingienne.

## Politique et administration

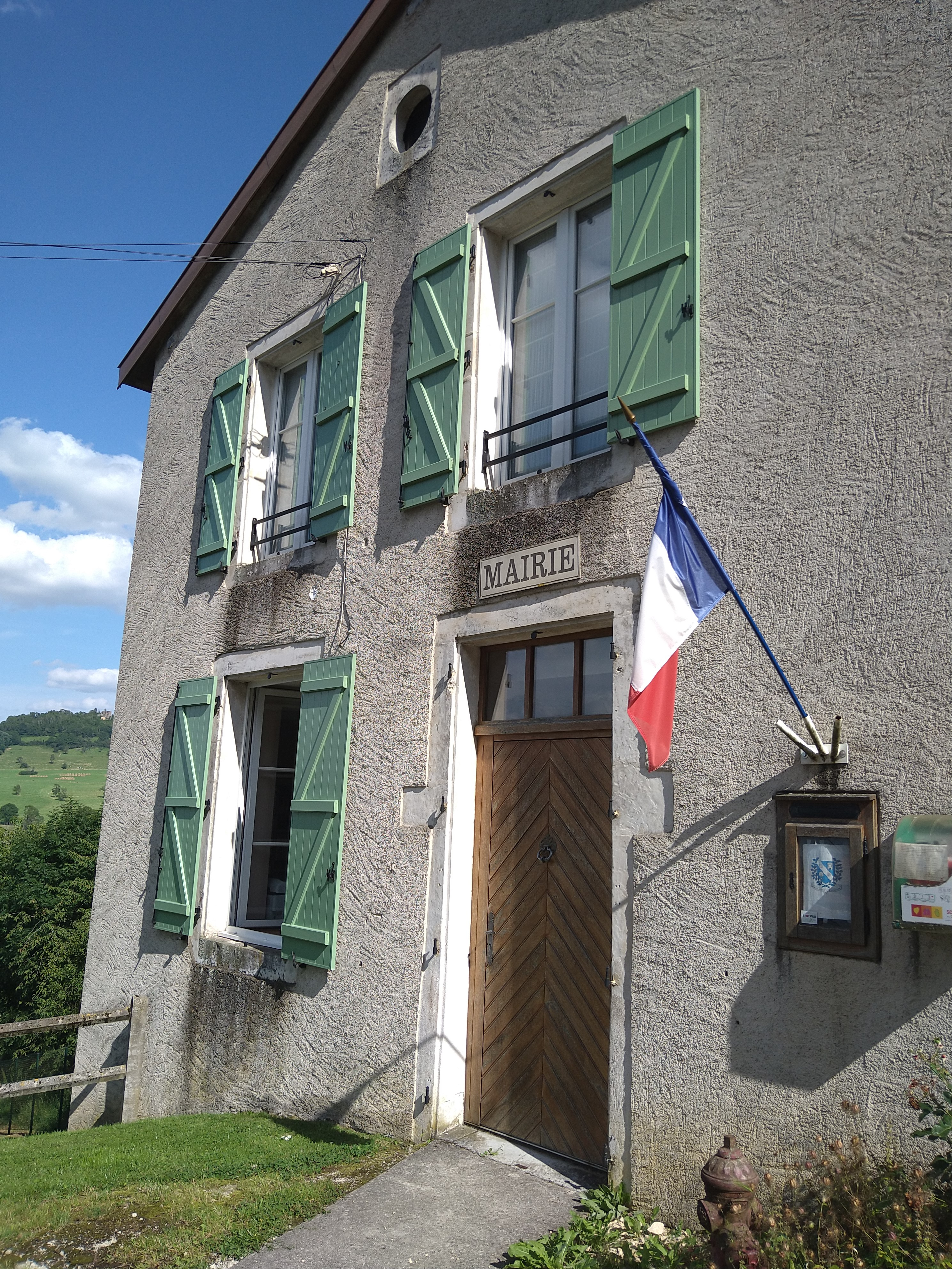
Mairie située à Eulmont.

| Période                                  | Période   | Identité                  | Étiquette | Qualité                            |
| ---------------------------------------- | --------- | ------------------------- | --------- | ---------------------------------- |
| Les données manquantes sont à compléter. |           |                           |           |                                    |
| ?                                        | ?         | Marcel Lemoine            |           |                                    |
| mars 2001                                | mars 2008 | Michel Deprugney          |           |                                    |
| mars 2008                                | 2014      | Elisabeth Deprugney       |           |                                    |
| mars 2014                                | mai 2020  | Bernard Heuraux-Chatelain |           | Retraité de la fonction publique   |
| mai 2020                                 | En cours  | Éric Deprugney,           |           | Ouvrier qualifié de type artisanal |

## Population et société

### Démographie
L'évolution du nombre d'habitants est connue à travers les recensements de la population effectués dans la commune depuis 1793. Pour les communes de moins de 10 000 habitants, une enquête de recensement portant sur toute la population est réalisée tous les cinq ans, les populations de référence des années intermédiaires étant quant à elles estimées par interpolation ou extrapolation. Pour la commune, le premier recensement exhaustif entrant dans le cadre du nouveau dispositif a été réalisé en 2007.

En 2022, la commune comptait 79 habitants, en évolution de −7,06 % par rapport à 2016 (Meurthe-et-Moselle : −0,13 %, France hors Mayotte : +2,11 %).
| 1793 | 1800 | 1806 | 1821 | 1831 | 1836 | 1841 | 1846 | 1851 |
| ---- | ---- | ---- | ---- | ---- | ---- | ---- | ---- | ---- |
| 259  | 271  | 229  | 235  | 250  | 264  | 282  | 279  | 270  |

| 1856 | 1861 | 1872 | 1876 | 1881 | 1886 | 1891 | 1896 | 1901 |
| ---- | ---- | ---- | ---- | ---- | ---- | ---- | ---- | ---- |
| 229  | 231  | 200  | 220  | 239  | 240  | 224  | 221  | 217  |

| 1906 | 1911 | 1921 | 1926 | 1931 | 1936 | 1946 | 1954 | 1962 |
| ---- | ---- | ---- | ---- | ---- | ---- | ---- | ---- | ---- |
| 224  | 217  | 173  | 151  | 126  | 137  | 135  | 107  | 91   |

| 1968 | 1975 | 1982 | 1990 | 1999 | 2006 | 2007 | 2012 | 2017 |
| ---- | ---- | ---- | ---- | ---- | ---- | ---- | ---- | ---- |
| 79   | 72   | 72   | 75   | 76   | 78   | 78   | 81   | 87   |

| 2022 | - | - | - | - | - | - | - | - |
| ---- | - | - | - | - | - | - | - | - |
| 79   | - | - | - | - | - | - | - | - |

## Culture locale et patrimoine

### Lieux et monuments
- Château de Fanoncourt composé de l'ancien bâtiment, un ancien colombier, la chambre à four, la maison de ferme. La ferme date du XVIIIe siècle ; la maison de maître datait du 2e quart du XIXe siècle ; elle a brûlé pendant l'hiver 1994 1995 et fut immédiatement après totalement rasée ; il n'en reste rien
- Château de Dammarie fut propriété des Tavagny-Florainville, était construit à proximité immédiate et au nord de l'église de Dommarie ; transformé en ferme et déjà ruiné en grande partie en 1888, il disparut totalement au début de ce siècle. Le terrain est propriété de la commune.
- Ancien moulin à huile.
- Cinq puits anciens (quatre à Dommarie, un à Eulmont).
- Actuelle mairie, ferme en 1754, date portée sur une pierre de fondation à la cave, remployant une clef de 1616 sur sa porte charretière ; presbytère au XIXe siècle.
- Église paroissiale de la Nativité-de-la-Vierge à Dommarie. Le chœur de l'église conserve des vestiges du XVe siècle ; il était autrefois la chapelle du château, au nord, aujourd'hui disparue ; la nef date des XVIIIe et XIXe siècles, la sacristie, à l'est, de 1883 et le clocher du XIXe siècle.

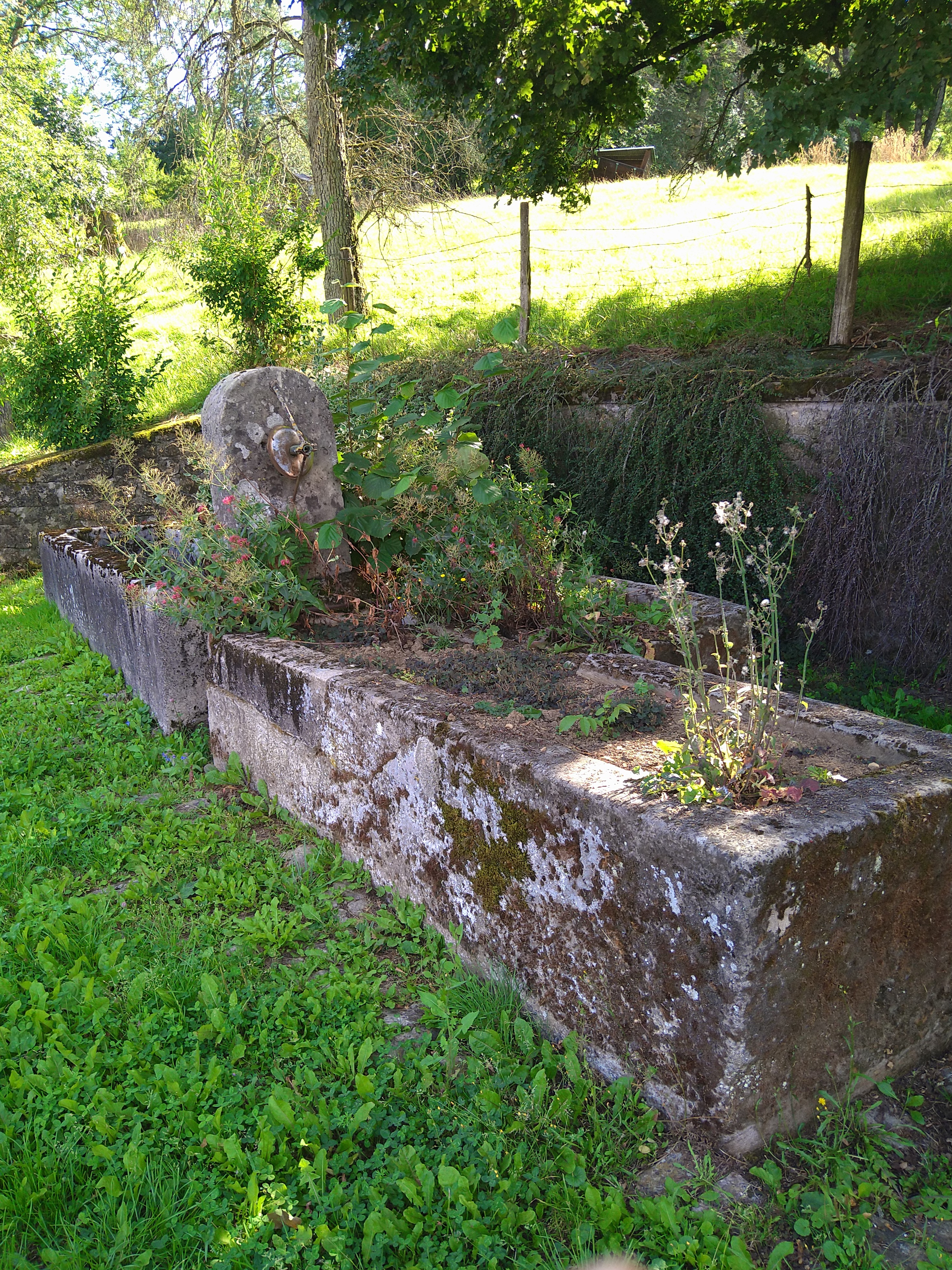
Fontaine double.
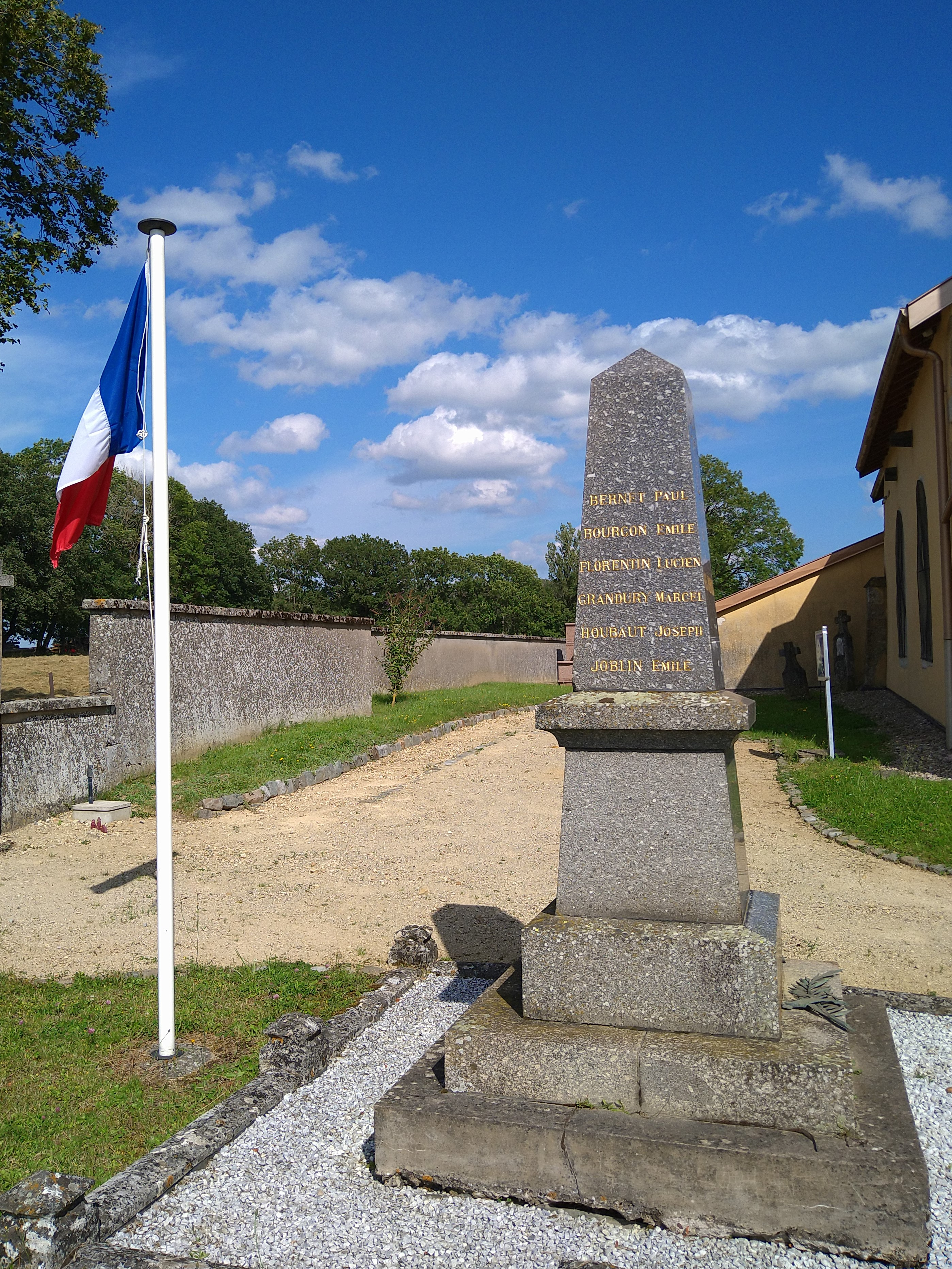
Monument aux morts.
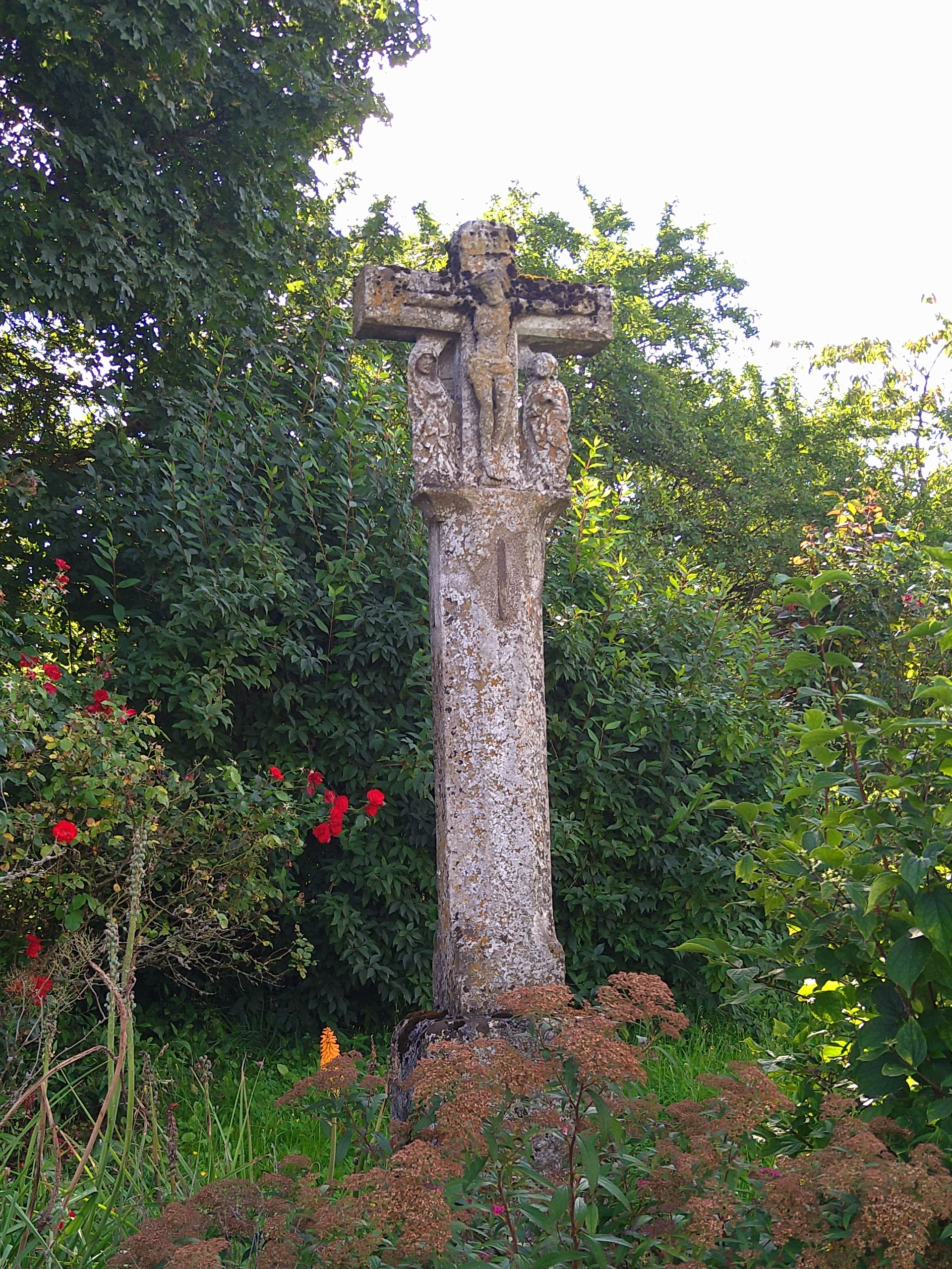
Calvaire.

.

### Personnalités liées à la commune
- Didier Hocquard né le 27 janvier 1670 à Dommarie-Eulmont issu de Joseph et Françoise Boulanger.

### Héraldique
| Blason de Dommarie-Eulmont | Blason  | D’azur à la bande ondée d’argent chargée d’une meule de gueules et d’une roue de moulin du même accompagnée en chef d’une tour d’argent maçonnée de sable et en pointe d’un arbre arraché d’argent. |
| Blason de Dommarie-Eulmont | Détails | Le statut officiel du blason reste à déterminer. |